# Корнеску, Йон
Йон Корнеску (рум. Ion Cornescu; 1820, Бухарест -1890, там же) — румынский военный и государственный деятель, министр обороны Объединённого княжества Валахии и Молдавии (1859), генерал.

## Биография
Представитель старого боярского рода Корнеску. Его брат Костаке был директором Национального театра в Бухаресте.
Был одним из первых румын, учившихся в Сомюре во Франции. Вернувшийся на родину, поселился в Молдавии. Вступил в армию, служил кавалерийским офицером, поднимаясь по военной иерархической лестнице, со временем стал полковником, затем генералом.
С 16 августа по 27 ноября 1859 года занимал пост военного министра Объединённого княжества Валахии и Молдавии.
В 1874 году отошёл из политической деятельности, посвятив своё время охоте, живописи и изучению военной техники. В 1885 году опубликовал труд на военную тему «Cele Trei arme întrunite sau tactica divisionară».